# Charles Faucon de Ris
Charles Faucon de Ris, marquis de Charleval, né en Normandie en 1612 et mort à Paris le 9 mars 1693, est un poète français.

## Biographie
D’une famille de robe, Charleval fut un des beaux-esprits du XVIIe siècle. Nommé, en 1640, capitaine et gouverneur de Fécamp, il cultiva les lettres par plaisir, fut lié avec Voiture, Scarron, Sarrasin, Ninon de Lenclos, et se signala par sa générosité autant que par son goût : il fit don spontanément de 10 000 louis d’or à André et Anne Dacier, dont il avait appris la gêne. Le recueil manuscrit de ses poésies a été perdu ; ce qui s’en est conservé a été publié par Saint-Marc en 1749. 
C’est à lui qu’on attribue la Conversation du maréchal d’Hocquincourt et du père Jean Canaye dans les Œuvres de Saint-Évremond.

## Œuvres
- Poésies de Saint-Pavin et de Charleval, Amsterdam, P.A. Leprieur, 1759
- Lettre à *** sovs le nom d’Ariste, Paris, [s.n.], 1637

## Œuvres en ligne
- Poésies, Amsterdam, P.A. Leprieur, 1759

## Pour approfondir